# Macrobracon nigripennis
Macrobracon nigripennis är en stekelart som först beskrevs av Smith 1858.  Macrobracon nigripennis ingår i släktet Macrobracon och familjen bracksteklar. Inga underarter finns listade i Catalogue of Life.